# Reserva india
Las reservas indias de Canadá (indian reserve/réserve indienne) y Estados Unidos (indian reservations) son territorios que se encuentran bajo una soberanía limitada de las tribus nativas de Norteamérica, las cuales pueden, entre otras actividades, abrir casinos y locales de juego y azar, actividades prohibidas en muchos estados.

## Reservas en Estados Unidos

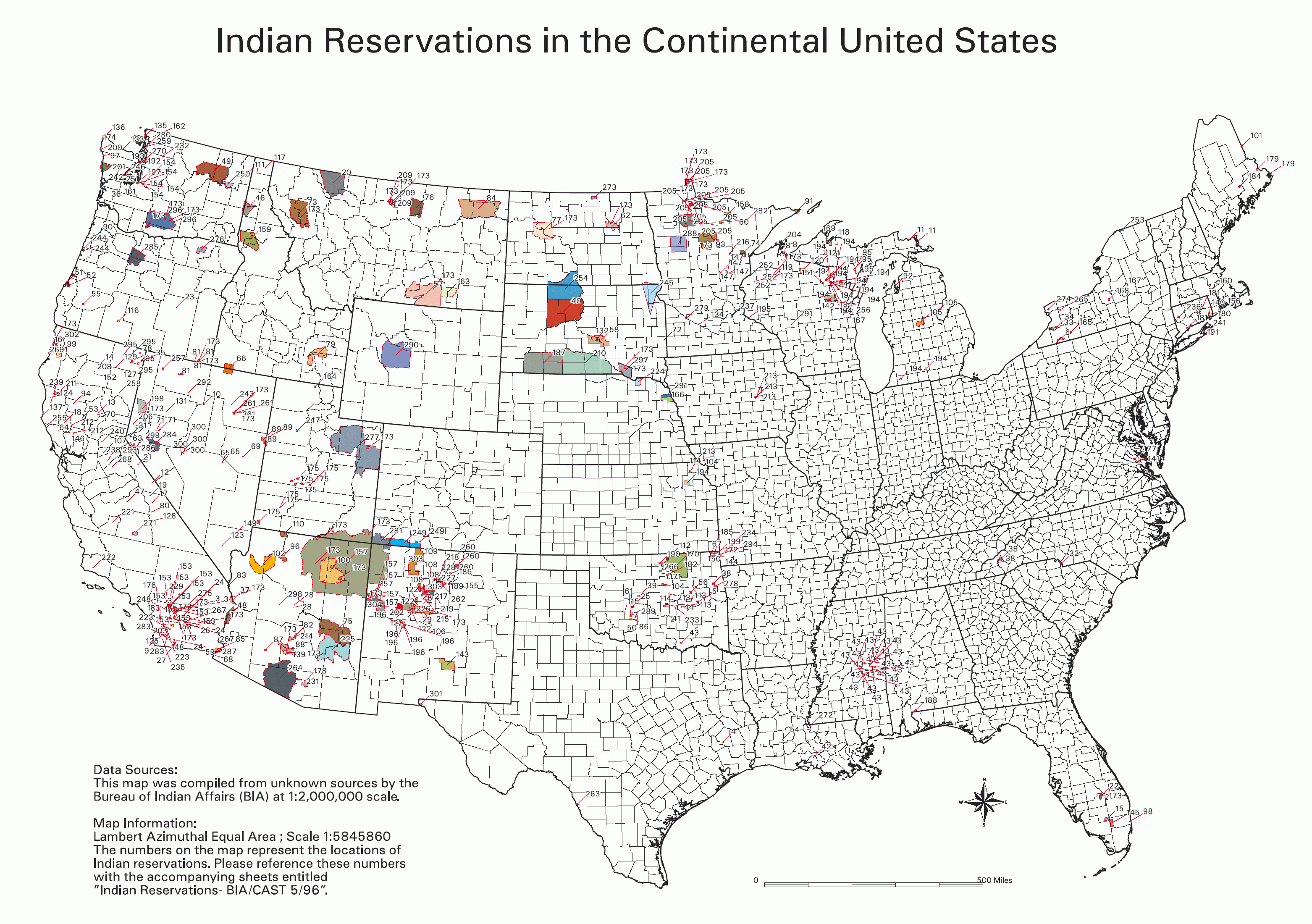
Mapa de las Reservas Indias de los EE. UU.

Cuando los españoles descubrieron el continente americano —que acabó llamándose «América» a partir del año 1507, en honor al geógrafo y navegante italiano, Américo Vespucio, que llegó a la conclusión de que se trataba de un nuevo continente— y también cuando los peregrinos de origen británico llegaron a las costas atlánticas del noreste del territorio que acabaría convirtiéndose en Estados Unidos, denominaron a los habitantes de las tierras descubiertas  "indios" y a esas tierras "Indias Occidentales" debido a que, originalmente, el viaje de Cristóbal Colón tenía por finalidad encontrar una nueva ruta marítima hacia las Indias orientales.
Los colonos británicos, tras su independencia de la metrópoli, procedieron a la colonización de los vastos territorios de América del Norte arrinconando a sus habitantes originales, tras bárbaros episodios de represión, que acabaron recluidos en las denominadas «reservas», lugares en los que se les permite un autogobierno limitado y son una especie de "Naciones Domésticas".  Su administración ha sido asignada a la Secretaría de Interior de Estados Unidos, a través de la Agencia “Bureau of Indians Affairs” (BIA), la cual está dividida en once jurisdicciones. Estas agencias son encargadas de distribuir las raciones, nombrar a los interlocutores y la policía indígena, y en general, todos los demás servicios, a excepción de los médicos.

### Tribus no federales
Sin embargo, hay tribus que no dependen del BIA, sino de los estados en los que residen, como los tigua de El Paso, adscritos al estado de Texas, y las tribus de la Confederación Iroquesa, que dependen de Nueva York.

## Comunidades indígenas en Norteamérica
México representa el mayor porcentaje de comunidades nativas del continente, entre las que podemos encontrar los nahuas, mayas, chiapas, otomíes, tsotsiles, mazahuas, los paipáis, y muchos más. Los indígenas mexicanos son descendientes de las sociedades mesoamericanas, caracterizadas por unas costumbres, una diversidad y un idioma fuertes y arraigados. Entre los que destacó la tradición de cultivar maíz, la escasez de metalurgia y la expresión de la religión a través del sacrificio humano.
En Estados Unidos pueden encontrarse de igual manera grupos indígenas, oficialmente denominados indios americanos, como los indios cheroqui (en inglés, Cherokee y, en su lengua nativa, ah-ni-yv-wi-ya), que habitaban los estados de Alabama, Georgia, Carolina del Norte, Carolina del Sur, Kentucky, Virginia y Tennessee. Actualmente, sus descendientes poseen sus mismos rasgos y continúan practicando algunas de sus costumbres y rituales. Poseían su propio silabario, el cual fue inventado por Sequoyah, uno de sus líderes históricos más representativos. El gobierno de Estados Unidos ha reconocido las siguientes asociaciones cheroquis: The Cherokee Nation of Oklahoma, The Eastern Band of Chérokee Indians y The United Keetoowah Band of Chérokee Indians. Además de los cheroquis, existen otros grupos de nativos americanos reconocidos, como los choctaw, los creek, los oyate y los pawnee.
En Canadá, las naciones aborígenes se denominan oficialmente en la actualidad Naciones Originarias de Canadá que, a su misma vez, están representadas por la Asamblea de las Naciones Originarias. Los amerindios canadienses o nativocanadienses rechazan la denominación de estado-nación y prefieren ser considerados meramente como pueblos indígenas. Encontramos grupos de nativos originarios de Canadá a lo largo de todo el país, repartidos en diferentes áreas culturales. Así, en la costa del Pacífico predomina la pesca, especialmente de salmón, así como la caza en ríos y océanos. Los nativos canadienses, en sus orígenes, hablaban una gran diversidad de lenguas, que variaban según la región donde habitaran; actualmente, se distinguen tres grandes grupos: las lenguas esquimo-aleutianas, que abarcan el Ártico canadiense, Groenlandia, Alaska y algunas zonas de Siberia; las lenguas algonquinas, habladas en Alberta, y las lenguas na-dené o atabascanas. En cuanto a su organización política, hoy en día se encuentra ampliamente influenciada por la tradición europea.